# Danny Simons
Danny Simons is een Belgisch triatleet. In 1998 werd hij tweede op de triatlon van Almere met een tijd van 8:16.57. De wedstrijd werd gewonnen door de Nederlander Jan van der Marel met een tijd van 8:11.32. 

## Prestaties

### triatlon
- 1992: 10e EK in Lommel - 1:50.58
- 1993: 10e EK in Echternach - 1:56.34
- 1998:  triatlon van Almere - 8:16.57
- 1999:  triatlon van Geel (België) - 1:44.05
- 2000: 6e Ironman Germany - 8:36.02